# Marie I. Tudorovna
Marie I. Tudorovna (18. února 1516 Greenwich – 17. listopadu 1558 Londýn) byla královna Anglie a Irska od 19. července 1553 do své smrti. Stala se čtvrtým korunovaným panovníkem z rodu Tudorovců. Poté, co nastoupila na trůn po svém polorodém bratrovi Eduardovi, obnovila spojení anglikánské církve s církví římskokatolickou. V procesu potlačování protestantismu bylo upáleno asi 300 církevních rebelů a královna získala přezdívku Krvavá Marie, anglicky „Bloody Mary“. Její nástupkyně na anglickém trůnu Alžběta I. obnovila nezávislost Anglikánské církve.

## Mládí
Narodila se 18. února 1516 jako jediný potomek Jindřicha VIII. a jeho první ženy Kateřiny, který se dožil dospělosti. Po matce byla potomkem Ferdinanda II. Aragonského a Isabely Kastilské, kastilských a aragonských panovníků. Jejím kmotrem byl vlivný kardinál Thomas Wolsey. Byla velmi vzdělaná, studovala latinu, řečtinu, přírodní vědy a hudbu.
V devíti letech jí její otec přidělil vlastní dvořany na hradě Ludlow. Tato pocta byla udělována většinou jen nejstarším mužským potomkům krále spolu s titulem prince z Walesu. Již v mládí pro ni Jindřich hledal potenciální manžely. Ve věku dvou let byla zasnoubena s potomkem francouzského krále Františka I. dauphinem Františkem. Po třech letech však bylo toto zasnoubení zrušeno a byla dojednána její svatba s císařem Svaté říše římské Karlem V., kterému bylo tehdy 22 let. I tato dohoda byla později zrušena.
Manželství jejího otce a matky spělo ke konci, protože Jindřich se obával, že s Kateřinou nebude mít mužského potomka a po jeho smrti nastanou spory o následnictví. Žádal papeže o zrušení tohoto manželství, ale ten odmítl souhlasit. Roku 1533 se Jindřich tajně oženil s Annou Boleynovou a krátce nato Thomas Cranmer, arcibiskup canterburský, formálně prohlásil Jindřichovo manželství s Kateřinou za neplatné a jeho sňatek s Annou za právoplatný. Jindřich se nechal prohlásit vrchním představitelem církve v Anglii, což vedlo k odluce Anglikánské církve od Říma. V důsledku tohoto vývoje byla Marie prohlášena za nemanželskou a vyloučena z možnosti nástupnictví na trůn. Byla nucena odejít ode dvora a ke konci roku se stala dvorní dámou další Jindřichovy dcery Alžběty.
Krátce po popravě Anny Boleynové se Jindřich oženil s Janou Seymourovou, se kterou měl syna Eduarda. Marie se stala jeho kmotrou a poté, co jeho matka krátce po jeho narození zemřela, také hlavním smutečním hostem na jejím pohřbu. Na oplátku jí Jindřich přidělil její vlastní dvořany a dovolil jí, aby využívala královské paláce. Roku 1543 se Jindřich oženil s Kateřinou Parrovou, která ho přesvědčila, aby se usmířil se svými zavrženými dcerami Marií a Alžbětou. Jindřich jim navrátil nástupnické právo (ovšem v pořadí až po jeho synovi Eduardovi), dále však na ně bylo pohlíženo jako na nelegitimní potomky. Po Jindřichově smrti nastoupil na trůn jeho syn Eduard, ale protože ještě nebyl dospělý, vládli jeho jménem protestantští regenti.

## Nástup na trůn

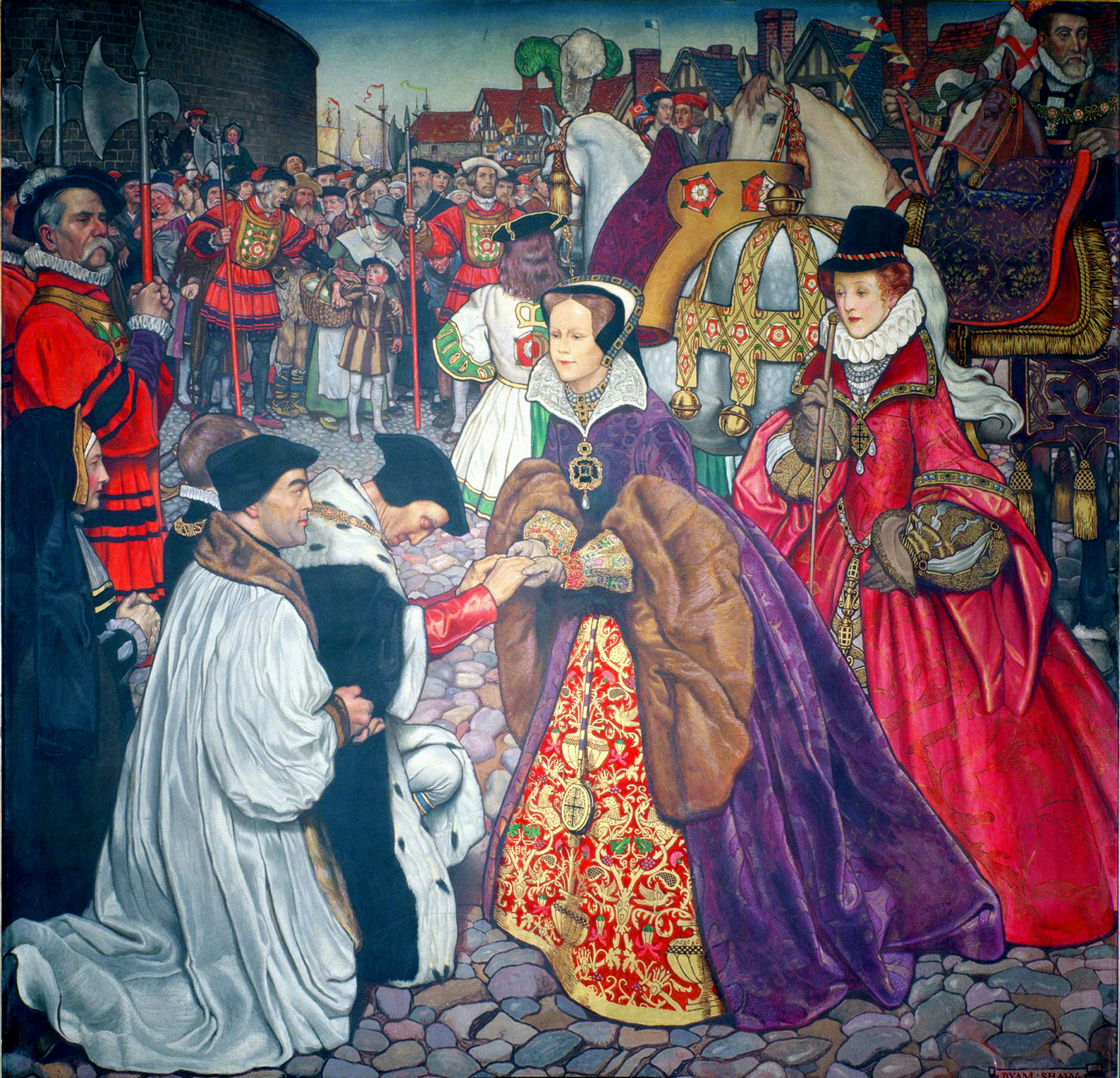
Marie triumfálně vstupuje do Londýna

Eduard zemřel 6. července 1553 v patnácti letech. Pod tlakem svého druhého regenta Johna Dudleye, který se obával návratu katolicismu a ztráty svého vlivu, před smrtí Marii i Alžbětu vydědil a určil za svou nástupkyni dceru své sestřenice Janu Greyovou (praneteř Jindřicha VIII.). V období kolem Eduardovy smrti byla Marie povolána do Londýna, ale protože se obávala toho, že by mohla být uvězněna, přesunula se na hrad Framlingham do Suffolku. 10. července byla Jana Greyová prohlášena královnou. Marie si ale zajistila podporu mnoha šlechticů a veřejnosti a po několika dnech triumfálně dorazila do Londýna. Dudley byl uvězněn a Marie byla parlamentem 19. července jmenována královnou a 10. října i korunována.
Ve svých 37 letech se rozhodla hledat manžela, aby jejich případní potomci zabránili v nástupu protestantsky orientované Alžbětě. Na radu Karla V. se rozhodla vdát za jeho jediného syna španělského prince a později krále Filipa II. Byli oddáni 25. července 1554 ve Winchesterské katedrále. Pro Filipa měl tento sňatek pouze politický význam a v Anglii se setkal s velkým odporem.

## Vláda
V zemi vypukla vzpoura a vévoda ze Suffolku, který se k ní spolu s několika šlechtici připojil, prohlašoval, že právoplatnou královnou je jeho dcera Jane Grey. Síly vzbouřenců vedené Thomasem Wyatem dokázaly nějakou dobu táhnout vítězně zemí, ale nedaleko Londýna byly poraženy. Vzpoura byla potlačena, vévoda ze Suffolku, jeho dcera Jane Grey (která se do vzpoury nezapojila, ale představovala pro Marii nebezpečí dalších protestů) i její manžel byli obviněni ze vzpoury a popraveni. Alžběta, která protestovala, že s Wyatovou vzpourou nemá nic společného, byla na dva měsíce uvězněna v Toweru a poté ve Woodstockém paláci.

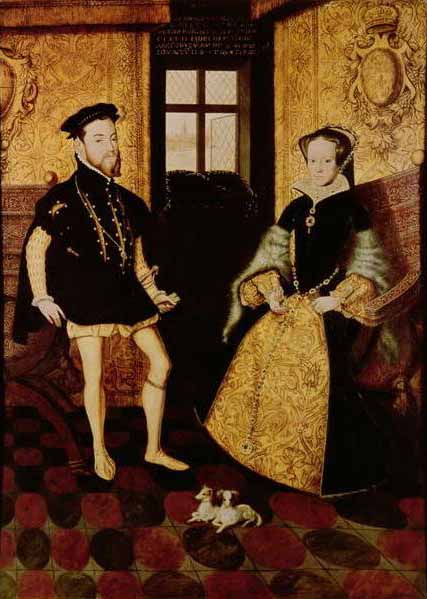
Obraz Marie a jejího manžela Filipa

Marie se soustředila na potlačení kacířství a záležitosti církve. Nikdy nesouhlasila s odlukou anglikánské církve, kterou provedl její otec Jindřich, a zavedením protestantismu jeho synem Eduardem. Urovnala spory mezi Anglií a Římem a v otázkách církve dala na rady papeže. Ustanovila svého blízkého přítele, kardinála Reginalda Poleho, arcibiskupem canterburským, zatímco jeho předchůdce Thomas Cranmer byl odsouzen k smrti a upálen. Církevní zákony zavedené v době Eduardovy vlády byly zrušeny a církevní doktrína se vrátila do stavu z roku 1547 definovaného v Šesti článcích. Právě kardinál Pole se značnou měrou podílel na pronásledování protestantů a znovu zavedl v Anglii inkvizici. Velké množství protestantských představitelů včetně několika biskupů, John Foxe odhaduje tento počet na 284, bylo odsouzeno k smrti za kacířství a upáleno. Asi 800 bohatých protestantů zvolilo odchod do exilu.
Vytvoření království Irska Jindřichem VIII. roku 1542 nebylo akceptováno katolickými panovníky na kontinentu. Roku 1555 Marie obdržela papežskou bulu potvrzující, že ona a její manžel Filip jsou panovníky Irska a že církev přijímá osobní svazek mezi královstvím Irska a Anglie.
Poté, co jeho otec abdikoval, stal se Filip španělským králem a v první polovině roku 1557 přicestoval do Anglie, aby Marii přesvědčil, že se má Anglie zapojit do války proti Francii na straně Španělska. V zemi byl proti tomuto záměru velký odpor, protože existovalo dávné spojenectví mezi Skotskem a Francií, válka by narušila obchod s Francií a ekonomika země byla po Eduardově vládě ve špatném stavu. Marie nicméně Francii válku vyhlásila. Anglické vojsko však bylo neúspěšné a výsledkem byla ztráta Calais, jediné državy Anglie na kontinentu. Náklady na údržbu vojenské posádky v Calais a jeho obranu byly sice pro Anglii velkou zátěží, ale jeho ztráta byla velkou ideologickou ranou.
Největším problémem byl pokles obchodu se suknem s Antverpami. I když se Marie vdala za španělského panovníka, Anglie neměla žádný podíl na obchodní výměně s Amerikou. Španělé si tento obchod hlídali a Marie si nemohla dovolit podporovat nelegální obchod (ve formě pirátství), protože byla vdaná za Španěla. Pro podporu rozvoje obchodu a záchranu anglické ekonomiky Marie nechala hledat další, zatím nevyužité obchodní přístavy mimo Evropu. Snažila se uplatňovat vyvážený přístup ke státním financím mezi moderním stylem s velkými výdaji a středověkým přístupem výběru daní. Roku 1558 vláda publikovala Knihu daní, soupis cla a daní pro dovoz zboží.

### Zahraniční politika

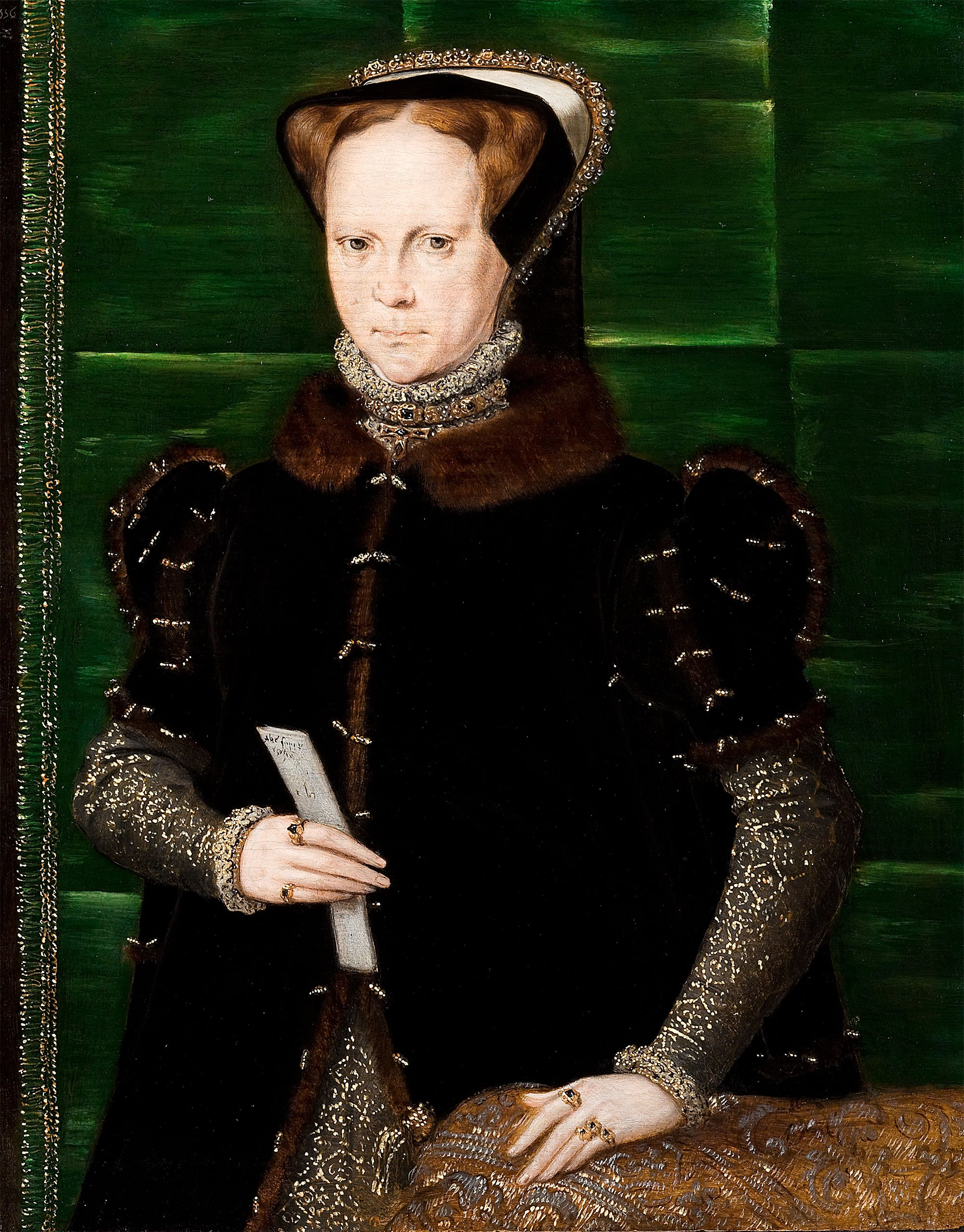
Portrét od Hanse Ewortha (cca 1555–1558)

Další tudorovské dobývání Irska pokračovalo za vlády Marie a Filipa osidlováním anglických kolonistů ve vnitrozemí Irska. Byly založeny hrabství Queen's a King's (později přejmenované na hrabství Laois a Offaly) a začala jejich kolonizace. Jejich hlavní města byla pojmenována Maryborough (později Portlaoise) a Philipstown (později Daingean).
V lednu 1556 abdikoval Mariin tchán, císař Svaté říše římské. Marie a Filip byli stále odloučeni; on byl v Bruselu prohlášen za španělského krále, zatímco ona zůstala v Anglii. Filip v únoru 1556 vyjednal nejisté příměří s Francií. Následující měsíc byl francouzský velvyslanec v Anglii, Antoine de Noailles, zapleten do spiknutí proti Marii, když se Henry Dudley, bratranec z druhého kolene popraveného vévody z Northumberlandu, pokusil shromáždit invazní vojsko ve Francii. Spiknutí, známé jako Dudleyho konspirace, bylo prozrazeno a spiklenci v Anglii byli zatčeni. Dudley zůstal ve vyhnanství ve Francii a Noailles obezřetně opustil Británii.
Filip se vrátil do Anglie od března do července 1557, aby Marii přesvědčil k podpoře Španělska v obnovené válce proti Francii. Marie byla pro vyhlášení války, ale její rádci byli proti, protože by to ohrozilo obchod s Francií, porušovalo ustanovení o zahraniční válce v manželské smlouvě a kvůli špatné ekonomické situaci po vládě Eduarda VI. a sérii neúrod Anglie postrádala zásoby i finance. Válka byla vyhlášena až v červnu 1557 poté, co synovec Reginalda Polea, Thomas Stafford, s francouzskou pomocí napadl Anglii a dobyl Scarboroughský hrad ve snaze sesadit Marii.
V důsledku války se vztahy mezi Anglií a papežstvím zhoršily, protože papež Pavel IV. byl spojencem krále Jindřicha II. Francouzského. V srpnu 1557 dosáhly anglické síly vítězství po bitvě u Saint Quentinu, přičemž jeden svědek uvedl: „Obě strany bojovaly skvěle, ale Angličané nejlépe ze všech.“ Oslavy však netrvaly dlouho, protože v lednu 1558 francouzské síly dobyly Calais, poslední anglické území na evropské pevnině. Ačkoliv bylo toto území finančně nákladné, jeho ztráta byla pro královnu těžkou ranou pro její prestiž. Podle Holinshedových kronik Marie později naříkala (i když to může být apokryfní): „Až zemřu a otevřou mě, naleznete v mém srdci slovo 'Calais'.“

## Smrt
V době vlády se u Marie objevily dva případy falešného těhotenství. Ve své závěti uvedla, že její manžel má být regentem jejich dětí do věku jejich dospělosti, ale s Filipem neměla žádné potomky. Od května roku 1558 byla královna slabá a trpěla bolestmi břicha, pravděpodobně trpěla nádorem žaludku, dělohy nebo vaječníků. Zemřela během epidemie chřipky 17. listopadu 1558 brzy ráno v St James's Palace v Londýně a byla pochována ve Westminsterském opatství. Téhož dne večer zemřel na chřipku Mariin přítel a velký podporovatel, canterburský arcibiskup a kardinál sir Reginald Pole. Mariinou nástupkyní se stala její nevlastní sestra Alžběta.

## Odkaz
Marie se těšila velké přízni a popularitě v prvním období své vlády, zvláště ze strany katolické veřejnosti. Její sňatek s Filipem se ale setkal s velkým odporem. Svatební smlouva obsahovala klauzuli, že Anglie nebude zavlečená do žádné španělské války, ale toto ustanovení nebylo dodrženo. Filip trávil větší část doby správou svých území na kontinentu, zatímco Marie byla většinou v Anglii. Po její smrti se Filip ucházel o ruku Alžběty, ale byl odmítnut.
Pronásledování protestantů vyneslo královně přízvisko krvavá Marie. Neexistuje shoda v počtu obětí pronásledování protestantů v pěti letech její vlády. Nicméně mezi upálenými byli například Thomas Cranmer, arcibiskup canterburský, a Nicholas Ridley, biskup londýnský.

## Vývod z předků
|                    |                         |  |                        |                              |  |  |  |  |  |  |  | Owen Tudor |
|                    |                         |  |                        |                              |  |  |  |  |  |  |  |            |
|                    | Edmund Tudor            |  |                        |                              |  |  |  |  |  |  |  |            |
|                    |                         |  |                        |                              |  |  |  |  |  |  |  |            |
|                    |                         |  |                        | Kateřina z Valois            |  |  |  |  |  |  |  |            |
|                    |                         |  |                        |                              |  |  |  |  |  |  |  |            |
|                    | Jindřich VII. Tudor     |  |                        |                              |  |  |  |  |  |  |  |            |
|                    |                         |  |                        |                              |  |  |  |  |  |  |  |            |
|                    |                         |  |                        | John Beaufort                |  |  |  |  |  |  |  |            |
|                    |                         |  |                        |                              |  |  |  |  |  |  |  |            |
|                    | Markéta Beaufortová     |  |                        |                              |  |  |  |  |  |  |  |            |
|                    |                         |  |                        |                              |  |  |  |  |  |  |  |            |
|                    |                         |  |                        | Margaret Beauchamp of Bletso |  |  |  |  |  |  |  |            |
|                    |                         |  |                        |                              |  |  |  |  |  |  |  |            |
|                    | Jindřich VIII. Tudor    |  |                        |                              |  |  |  |  |  |  |  |            |
|                    |                         |  |                        |                              |  |  |  |  |  |  |  |            |
|                    |                         |  |                        | Richard Plantagenet          |  |  |  |  |  |  |  |            |
|                    |                         |  |                        |                              |  |  |  |  |  |  |  |            |
|                    | Eduard IV.              |  |                        |                              |  |  |  |  |  |  |  |            |
|                    |                         |  |                        |                              |  |  |  |  |  |  |  |            |
|                    |                         |  |                        | Cecílie Nevillová            |  |  |  |  |  |  |  |            |
|                    |                         |  |                        |                              |  |  |  |  |  |  |  |            |
|                    | Alžběta z Yorku         |  |                        |                              |  |  |  |  |  |  |  |            |
|                    |                         |  |                        |                              |  |  |  |  |  |  |  |            |
|                    |                         |  |                        | Richard Woodville            |  |  |  |  |  |  |  |            |
|                    |                         |  |                        |                              |  |  |  |  |  |  |  |            |
|                    | Alžběta Woodvilleová    |  |                        |                              |  |  |  |  |  |  |  |            |
|                    |                         |  |                        |                              |  |  |  |  |  |  |  |            |
|                    |                         |  |                        | Jacquetta Lucemburská        |  |  |  |  |  |  |  |            |
|                    |                         |  |                        |                              |  |  |  |  |  |  |  |            |
| Marie I. Tudorovna |                         |  |                        |                              |  |  |  |  |  |  |  |            |
|                    |                         |  |                        |                              |  |  |  |  |  |  |  |            |
|                    |                         |  | Ferdinand I. Aragonský |                              |  |  |  |  |  |  |  |            |
|                    |                         |  |                        |                              |  |  |  |  |  |  |  |            |
|                    | Jan II. Aragonský       |  |                        |                              |  |  |  |  |  |  |  |            |
|                    |                         |  |                        |                              |  |  |  |  |  |  |  |            |
|                    |                         |  |                        | Eleonora z Alburquerque      |  |  |  |  |  |  |  |            |
|                    |                         |  |                        |                              |  |  |  |  |  |  |  |            |
|                    | Ferdinand II. Aragonský |  |                        |                              |  |  |  |  |  |  |  |            |
|                    |                         |  |                        |                              |  |  |  |  |  |  |  |            |
|                    |                         |  |                        | Fadrique Enríquez de Mendoza |  |  |  |  |  |  |  |            |
|                    |                         |  |                        |                              |  |  |  |  |  |  |  |            |
|                    | Juana Enríquez          |  |                        |                              |  |  |  |  |  |  |  |            |
|                    |                         |  |                        |                              |  |  |  |  |  |  |  |            |
|                    |                         |  |                        | Mariana Fernández z Córdoby  |  |  |  |  |  |  |  |            |
|                    |                         |  |                        |                              |  |  |  |  |  |  |  |            |
|                    | Kateřina Aragonská      |  |                        |                              |  |  |  |  |  |  |  |            |
|                    |                         |  |                        |                              |  |  |  |  |  |  |  |            |
|                    |                         |  |                        | Jindřich III. Kastilský      |  |  |  |  |  |  |  |            |
|                    |                         |  |                        |                              |  |  |  |  |  |  |  |            |
|                    | Jan II. Kastilský       |  |                        |                              |  |  |  |  |  |  |  |            |
|                    |                         |  |                        |                              |  |  |  |  |  |  |  |            |
|                    |                         |  |                        | Kateřina z Lancasteru        |  |  |  |  |  |  |  |            |
|                    |                         |  |                        |                              |  |  |  |  |  |  |  |            |
|                    | Isabela I. Kastilská    |  |                        |                              |  |  |  |  |  |  |  |            |
|                    |                         |  |                        |                              |  |  |  |  |  |  |  |            |
|                    |                         |  |                        | Jan Portugalský              |  |  |  |  |  |  |  |            |
|                    |                         |  |                        |                              |  |  |  |  |  |  |  |            |
|                    | Isabela Portugalská     |  |                        |                              |  |  |  |  |  |  |  |            |
|                    |                         |  |                        |                              |  |  |  |  |  |  |  |            |
|                    |                         |  |                        | Isabela z Braganzy           |  |  |  |  |  |  |  |            |
|                    |                         |  |                        |                              |  |  |  |  |  |  |  |            |